# 7.2インチ 対地ロケット発射器 M17
7.2インチ対地ロケット発射器　M17とは第二次世界大戦中にアメリカ軍が使用した、T37〜M25 7.2インチ ロケット弾を運用するロケット砲である。ここではロケット弾とその発射器の双方について解説する。

## ロケット弾についての概略
アメリカ陸軍によって使用された兵器であるが、その基本設計はイギリス海軍が採用していたヘッジホッグにある。
短距離での地上目標爆破用兵器を必要としていたアメリカ陸軍は本来対潜迫撃砲弾であるヘッジホッグに目をつけ、DR（Demolition Rocket =爆破ロケット） T37の名称でコピー生産を行った。2.25インチロケットモーターを装備したこのロケット弾は非常に高い弾頭ペイロードを持っていた。
その後も運用上の必要に合わせて射程の延伸や弾頭の変更などが行われ、第二次世界大戦の終結までアメリカ軍で使用された。
T37
最初の生産型で射程が非常に短い（210m）。
T57
4.5インチT22用のロケットモーターに換装した射程延伸（1098m）型。
T21（M25）
化学弾頭を装備するもので後にM25と改称された型。目的に応じて弾頭の変更が可能であり、軽量でもあったことから射程はT57よりも更に延伸（3138m）した。記録では煙幕弾頭のみが使用されたことになっている。

### 諸元
「7.2インチ　ロケット弾　（7.2 Inch　Rockets）」
- 全長（T37/M25) : 889mm/1270mm　（35インチ/50インチ）
- 弾頭長 : 183mm　（7.2インチ）
- 重量（T37/M25） : 27.7kg/23.5kg　（61ポンド/51.8ポンド）
- 弾頭重量（榴弾/化学弾） : 13.6kg/9.1kg （30ポンド/20ポンド）
- 初速（T37/M25） : 48.8m/sec　／　207m/sec　（160フィート/秒　／　680フィート/秒）
- 射程（T37/M25） : 210m/3138m　（230ヤード/3430ヤード）

## 発射器についての概略

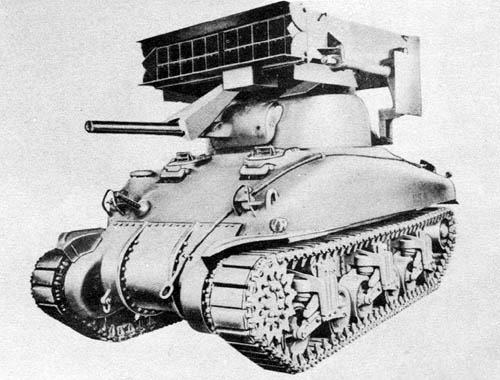
T40/M17 多連装発射機

7.2インチロケット弾のための発射器は数多く生産されたが、中でも最も多く使用されたのがM17多連装ロケット発射器である。
当初T40という名称が与えられていたこの発射器は20連装のもので箱形をしており、M4中戦車の砲塔に搭載された。左右の向きは砲塔を動かして調整し、仰俯角については発射器と連結した砲身を上下動させることによって調整する。
装填は前方（砲口側）から行われ、単発射撃と一斉射撃の選択が可能だった。またT34カリオペ発射器と同様に緊急時の即時取り外しも可能である。
1944年頃から戦線で使用され始め、兵士から「ウイズバン（Whiz–Bang、擬音：「ヒューン」「バーン」の組み合わせ）」というあだ名で呼ばれるようになった。

### 諸元
「7.2インチ　多連装ロケット発射器M17　（Launcher,Rocket,Multiple 7.2Inch,M17）」
- 発射器全長 : 2,667mm　（105インチ）
- 発射器幅 : 2,667mm　（105インチ）
- 重量（未装填） : 2,095kg　（4615ポンド）
- 仰俯角 : -5°〜45°
- 左右角 : 360°（砲塔の旋回による全周）